# Morvina
Morvina là một chi bướm ngày thuộc họ Bướm nâu.